# Специальные Полевые Силы
Специальные Полевые Силы (англ. Special Field Force, SFF) — военизированный отдел Намибийской полиции. Был основан в 1995 году комиссаром Рубеном Ашипалой как вспомогательная группа Special Reserve Force (спецназа). Special Field Force включает в себя пограничные войска, подразделения охраны VIP, группы защиты, а также техническую группу, занимающуюся проверкой готовности военного оборудования и т.п. Около половины Намибийской полиции (Namibian Police, NAMPOL), отчасти переведённой в SFF состоит из бывших участников Намибийской Освободительной Армии (PLAN) и Территориальных сил Юго-Западной Африки (SWATF). 
Участники SFF набираются как из низкоквалификационных органов Намибийской полиции, так и из разделов более высокой квалификации. Сотрудники Special Field Force были замешаны в запугивании, убийствам и пыткам в период сепаратистских восстаний в Каприви (1998-1999).

## Преступления
Кроме того, SFF были обвинены в следующих преступлениях, совершённых в период спокойной политической обстановки:
- В мае 2002 года участники Special Field Force избили намибийских мужчин, заподозренных в гомосексуализме[3].
- В октябре 2003 года девять несовершеннолетних были арестованы по подозрению во взломе квартиры/дома. Несколько офицеров SFF пытали их кнутами и электрическим током[4].
- 17 февраля 2006 года двое дежурных Okahao Police's Special Field Force, констебли Амадхила и Каманья, спровоцировали нападение на двух женщин, якобы занимающихся колдовством.
- 2 марта 2006 года члены SFF и Сил обороны Намибии, направленные в Мариенталь для поддержания правопорядка после наводнения, напали на нескольких жителей города.
- 5 июня 2007 года сотрудники SFF совершили без всякого основания нападение на участников демонстрации ветеранов войны.